# Y Llethr
Y Llethr är ett berg i Storbritannien.   Det ligger i kommunen Gwynedd och riksdelen Wales, i den södra delen av landet, 300 km nordväst om huvudstaden London. Toppen på Y Llethr är 756 meter över havet.
Terrängen runt Y Llethr är huvudsakligen kuperad.Runt Y Llethr är det ganska glesbefolkat, med 45 invånare per kvadratkilometer. Närmaste större samhälle är Porthmadog, 15,3 km nordväst om Y Llethr. Trakten runt Y Llethr består i huvudsak av gräsmarker.